# René Berthelot (philosophe)
Pour les articles homonymes, voir René Berthelot (homonymie) et Berthelot.
René Berthelot, né le 18 août 1872 à Sèvres et mort le 16 juin 1960 à Paris, est un philosophe, juriste et poète français.
En philosophie il est notamment célèbre pour ses travaux en métaphysique et sur la philosophie politique. Il est connu notamment pour son analyse de Bergson et de Nietzsche.
Il est aujourd'hui l'une des principales sources de l'École de Bruxelles (philosophie du droit), un spécialiste de philosophie comparée et en particulier de philosophie orientale.

## Biographie
René Berthelot est le fils du chimiste  Marcellin Berthelot et de son épouse Sophie. Il est le frère du financier André Berthelot et du diplomate Philippe Berthelot.
Il fait des études à l'École normale supérieure en 1890 où il partage sa chambre avec Léon Blum, André Beaunier et Célestin Bouglé.

## Travaux

### Philosophie et théorie du droit
Professeur à l'université de Bruxelles de 1897 à 1907, il influence le Belge Eugène Dupréel par son enseignement. Il est l'un des fondateurs de ce que l'on appelle aujourd'hui la « théorie du droit ».
Ses travaux critiques sur William James, Goethe et Nietzsche ont participé à la diffusion de ces philosophes en France.

### Philosophie comparée et philosophie orientale
Il publie en 1938 un traité de philosophie comparée portant sur la philosophie des sciences en Asie.
Il est le créateur du concept philosophique d' « astrobiologie » en 1938, pour désigner les croyances (mathématiques, esthétiques...) des civilisations anciennes sur les rapports analogiques entre les phénomènes cosmiques et la vie terrestre. L'astrobiologie de Berthelot ne doit pas être confondue avec le terme « exobiologie» (apparu vers 1960). Il s'intéresse également à la philosophie islamique.

### Poésie
René Berthelot est l'auteur de plusieurs centaines de poèmes portant sur les traditions d'Asie et du monde musulman ainsi que sur Dante, Shelley et Goethe.

## Œuvres
- René Berthelot, Poèmes d'Orient et D'Occident, Presses des Editions Internationales, 1957
- René Berthelot, Poèmes imités ou traduits de Shelley, Editions G. Crès et Cie, 1926
- René Berthelot, Évolutionnisme et platonisme : mélanges d'histoire de la philosophie et de l'histoire des sciences, Paris, F. Alcan, coll. « Bibliothèque de philosophie contemporaine », 1908, 330 p. (BNF 31806189)
- René Berthelot, Un romantisme utilitaire, étude sur le mouvement pragmatiste, Paris, F. Alcan, coll. « Bibliothèque de philosophie contemporaine », 1911, 1202 p. (BNF 31806192)Réunit : 1. Le Pragmatisme chez Nietzsche et chez Poincaré, 416 p., (BNF 31806192) ; 2. Le Pragmatisme chez Bergson, 358 p. ; 3. Le Pragmatisme religieux chez William James et chez les catholiques modernistes, 428 p.
- René Berthelot, La Sagesse de Shakespeare et de Goethe, Paris, Gallimard-La Nouvelle Revue française, 1930, 239 p. (BNF 31806194)
- René Berthelot, Science et philosophie chez Goethe, Paris, F. Alcan, coll. « Bibliothèque de philosophie contemporaine », 1932, 190 p. (BNF 31806195)
- René Berthelot, La pensée de l'Asie et l'astrobiologie : Les origines des sciences et des religions supérieures, l'astrologie chaldéenne, l'État chinois et les moralistes chinois, les philosophies indiennes, la pensée bouddhique, le monothéisme islamique et judaïque, la formation du christianisme, dans leurs rapports avec l'astrobiologie, Paris, Payot, coll. « Bibliothèque scientifique », 1938, 383 p. (BNF 31806190)
  - René Berthelot, La pensée de l'Asie et l'astrobiologie, Paris, Payot, coll. « Bibliothèque scientifique », 1938, 383 p.Reproduction en fac-simile de l'édition de 1938, en 1972, sans le long sous-titre. Voir critique de Jean-Paul Roux dans la Revue de l'histoire des religions, vol. 188, 1975[5].